# Powiat de Nakło
Pour les articles homonymes, voir Nakło.
Le powiat de Nakło (en polonais : powiat nakielski) est un powiat appartenant à la Voïvodie de Couïavie-Poméranie dans le centre-nord de la Pologne.

## Division administrative
Le powiat comprend 5 communes :
- 4 communes urbaines-rurales : Kcynia, Mrocza, Nakło nad Notecią et Szubin ;
- 1 commune rurale : Sadki.